# الدوري الإسباني الدرجة الثانية ب 2012–13
الدوري الإسباني الدرجة الثانية بي 2012–13 (بالإسبانية: Segunda División B de España 2012-13)‏ هو الموسم 36 من الدوري الإسباني الدرجة الثانية بي. أقيم خلال الفترة 25 أغسطس 2012 وحتى 19 مايو 2013، وأشرف على تنظيمه الاتحاد الملكي الإسباني لكرة القدم، وكان عدد الأندية المشاركة فيه 81، وفاز فيه ديبورتيفو ألافيس.